# Kiskunfélegyháza
Kiskunfélegyháza (historicky německy Feulegaß) je město v Maďarsku, v župě Bács-Kiskun. Je také správním centrem okresu Kiskunfélegyháza. Nachází se 130 km jihovýchodně od Budapešti. V roce 2011 zde žilo 30 172 obyvatel.

## Historie

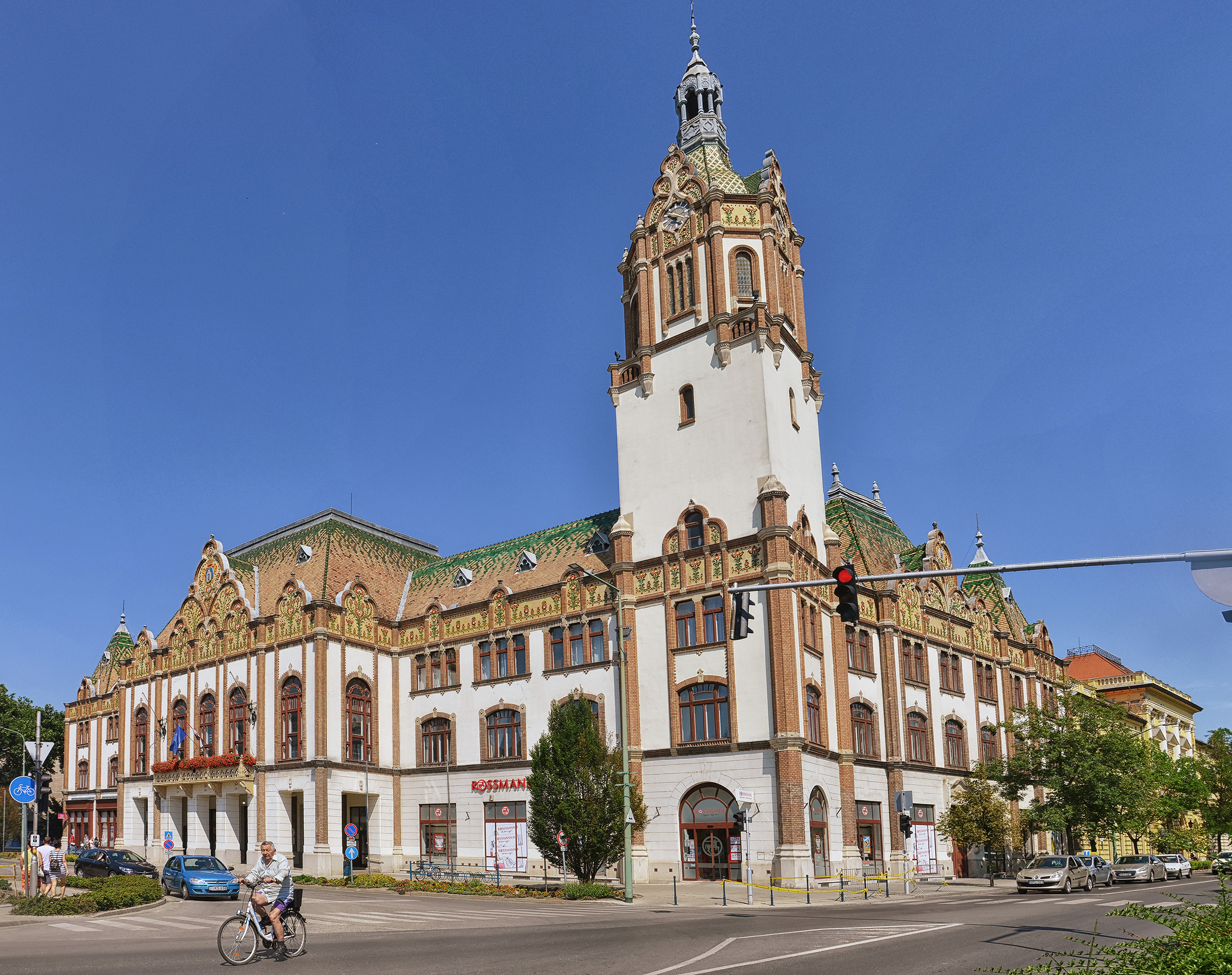
Budova radnice.

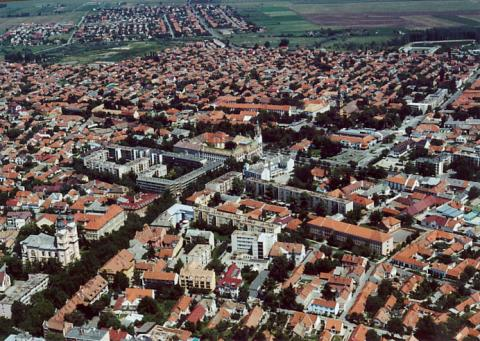
Letecký pohled

V blízkosti dnešního města se nachází celá řada archeologických nalezišť, kde byla odhalena přítomnostt římského osídlení. Během tatarského vpádu bylo zničeno, maďarský král Béla IV. proto na místo pozval Kumány, aby kraj znovu zalidnili. Město existovalo již ve 14. století pod názvem Feledház. V době tureckých nájezdů do střední Evropy bylo opět vypleněno (v roce 1526). Jeho znovuosídlení se uskutečnilo až ve 30. letech 18. století (poté co byly po Karlovickém míru hranice Osmanské říše vytyčeny na Dunaji a Sávě). Přišli sem osadníci z obcí Jászfényszaru a Üllés. V roce 1753 získala Kiskunfélegyháza vlastní soud a věznici. Od roku 1774 také status města. První železniční trať sem byla přivedena roku 1853, a to z Budapešti do Szegedu. Tu zachytily mapy třetího vojenského mapování z přelomu století. Později byly postaveny i další regionální trati, které končí na místním nádraží.
Místní radnice byla postavena v roce 1911 v secesním stylu podle návrhu architekta Józsefa Vase. Město se rozvíjelo v 20. století stavebně do všech směrů, nicméně zástavba byla realizována pouze nízkými domy, s výjimkou několika sídlišť postavených po druhé světové válce (např. v blízkosti parku hrdinů). Panelové domy zde byly také vestavovány do původní uliční sítě, zejména ve středu města.

## Obyvatelstvo
V roce 2001 se 99 % místních obyvatel hlásilo k maďarské národnosti a město samotné mělo 32 632 obyvatel. Počet obyvatel dlouhodobě Kiskunfélegyháze klesá.

## Kultura
V roce 2008 byl zrekonstruován do té doby zpustlý dům Hattyú-ház, kde dnes sídlí městská knihovna.

## Doprava
Kiskunfélegyháza je kromě Kecskemétu jediným větším městem na trase dálnice M5 z Budapešti do Szegedu (město se nachází zhruba na polovině trasy). Kromě vynikajícího silničního spojení díky této dálnici má i dobré spojení železniční (kříží se zde několik železničních tratí, zajišťujících obsluhu centrální a jihovýchodní části země).

## Známé osobnosti
Z Kiskunfélegyházy pocházely následující známé osobnosti:
- Ferenc Móra (1879–1934), maďarský spisovatel
- Béla Magyari (* 1949), maďarský kosmonaut
- Sándor Petőfi (1823–1849), maďarský básník
- László Réczi (* 1947), maďarský zápasník
- Tamás Sulyok (* 1956), maďarský prezident
- Csaba Szűcs (1965), sportovec
- Gyula Zsivótzky (1937–2007), sportovec
- Rabbi Mika M. Weiss (1913–2001), rabín